# Thomson Naturpark
Der Thomson Naturpark (englisch Thomson Nature Park) ist ein Naturpark in Singapur. Im Jahr 2014 wurde bekannt gegeben, dass der Park angelegt wird. Er umfasst eine Fläche von 50 Hektar und wurde Ende 2019 eröffnet. Der Park ist mit vielen Wanderwegen ausgestattet und dient in erster Linie zur Erholung und Entspannung der Einwohner Singapurs und seiner Besucher. Aufgrund der teilweise sehr dichten Vegetation ist er auch ein Rückzugsgebiet für seltene Tierarten.

## Lage
Der Thomson Naturpark wurde auf einem Gebiet, das ursprünglich von einer aus Hainan stammenden chinesischen Volksgruppe, den Hainanesen besiedelt war, angelegt. Der Park befindet sich zwischen den Straßen Old Upper Thomson Road und Upper Thomson Road, die ebenso wie der Park nach dem Ingenieur und Amateurmaler John Turnbull Thomson benannt sind, der im 19. Jahrhundert eine wichtige Rolle in der frühen Entwicklung Singapurs spielte.

## Wanderwege
Im Thomson Naturpark sind fünf Wanderwege mit einer Gesamtlänge von rund 3,8 Kilometern rund um ein ehemaliges Hainan-Dorf angelegt. Diese Wege wurden so gestaltet, dass die Besucher eine Vorstellung vom Leben der ursprünglichen Bevölkerung gewinnen können. Die Wanderwege führen zum Teil an üppigen Feigenhainen und halbverfallenen Ruinen vorbei. Außerdem führen die Wege entlang von Bächen und Vegetationsregionen mit dichtem Farnkrautbewuchs. In den Park dürfen keine Haustiere mitgeführt werden. Das Gelände ist für Fahrräder, Schlittschuhe, Skateboards oder motorisierte Fahrzeuge nicht zugelassen. Angeln oder Fischen im Park ist nicht gestattet. Besucher sind angewiesen, die markierten Wege nicht zu verlassen, um die Tierwelt nicht zu stören oder Pflanzen zu beschädigen. Bei Verstößen drohen erhebliche Bußgelder.

## Fauna und Flora
Im Thomson Naturpark leben u. a. folgende Säugetiere: das Malaiische Stachelschwein (Hystrix brachyura), das Malaiische Schuppentier (Manis javanica), der Pferdehirsch (Cervus unicolor) sowie die Bengalkatze (Prionailurus bengalensis). Unter den vielen Vogelarten ist der Gelbscheitelbülbül (Pycnonotus zeylanicus) zu nennen, bei den Amphibien der zu den Ruderfröschen zählende Nyctixalus pictus.
Zu der üppigen Pflanzenwelt zählen beispielsweise: Alstonia angustiloba, der Narrabaum (Pterocarpus indicus), die Chinesische Feige (Ficus microcarpa), der Gummibaum (Ficus elastica) sowie der Wachsfeigenwachs (Ficus variegata).

## Schutzgebiet für Raffles Bindenlangur

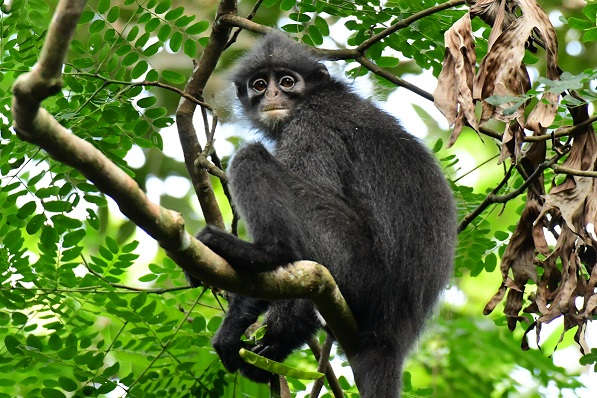
Raffles Bindenlangur (Presbytis femoralis) in Singapur

In der dichten Baumvegetation des Thomson Naturparks wurden im Jahr 2016 ca. 60 Exemplare der Schlankaffenart (Presbytini) Raffles Bindenlangur (Presbytis femoralis) gezählt. Die Art wird von der Weltnaturschutzorganisation IUCN als „Vulnerable = gefährdet“ geführt. Ein Schutzprogramm für die Languren soll es diesen ermöglichen, sich auch in andere, nahe gelegenen Waldflächen weiter auszubreiten.  Um den Affen zusätzliche Lebensräume zu ermöglichen, werden deshalb weitere Parks in Singapur geschaffen, namentlich die folgenden: Chestnut-, Windsor- und Springleaf-Park.